# Katrin Göring-Eckardt
Katrin Dagmar Göring-Eckardt (født 3. maj 1966 i Friedrichroda, Thüringen) er en tysk politiker (De grønne) og tidligere borgerretsforkæmper i DDR. Hun har fra 2005 været Forbundsdagens vicepræsident og blev i 2009 valgt som præses i synoden i Tysklands evangeliske kirke. Valgperioden er seks år. Göring-Eckardt blev i november 2012 sammen med Jürgen Trittin valgt som sit partis topkandidat ved valget i Tyskland 2013.
Katrin Göring Eckhard har studeret teologi, men fuldførte ikke studierne. I 1989 hørte hun til grundlæggerne af borgerretsorganisationen Demokratie Jetzt i DDR. Hun blev indvalgt til Forbundsdagen første gang ved valget i 1998.